# Anonychomyrma sellata
Anonychomyrma sellata é uma espécie de formiga do gênero Anonychomyrma.